# Icodema
Icodema is een geslacht van wantsen uit de familie van de Miridae (Blindwantsen). Het geslacht werd voor het eerst wetenschappelijk beschreven door Odo Reuter in 1875.

## Soorten
Het genus bevat de volgende soorten:

- Icodema breviceps (Wagner, 1968)
- Icodema infuscata (Fieber, 1861)
- Icodema nigrolineatus (Knight, 1923)
- Icodema rufus (Wagner, 1959)